# Campo electromagnético
Un campo electromagnético es un campo físico, de tipo tensorial, producido por aquellos elementos cargados eléctricamente, que afecta a partículas con carga eléctrica.
Convencionalmente, dado un sistema de referencia, el campo electromagnético se divide en una "parte eléctrica" y en una "parte magnética". Sin embargo, esta distinción no puede ser universal sino dependiente del observador. Así un observador en movimiento relativo respecto al sistema de referencia medirá efectos eléctricos y magnéticos diferentes, que un observador en reposo respecto a dicho sistema. Esto ilustra la relatividad de lo que se denomina "parte eléctrica" y "parte magnética" del campo electromagnético. Como consecuencia de lo anterior tenemos que ni el "vector" campo eléctrico ni el "vector" de inducción magnética se comportan genuinamente como magnitudes físicas de tipo vectorial, sino que juntos constituyen un tensor para el que sí existen leyes de transformación físicamente esperables.
El campo puede verse como la combinación de un campo eléctrico y un campo magnético. El campo eléctrico es producido por cargas estacionarias y el campo magnético por cargas en movimiento (corrientes); estos dos se describen a menudo como las fuentes del campo. La forma en que las cargas y las corrientes interactúan con el campo electromagnético se describe mediante las ecuaciones de Maxwell y la ley de fuerza de Lorentz.
Desde la perspectiva de la física clásica en la historia del electromagnetismo, el campo electromagnético puede considerarse como un campo suave y continuo, que se propaga de forma ondulatoria. En cambio, desde la perspectiva de la teoría cuántica de campos, este campo se ve como cuantizado; lo que significa que el campo cuántico libre (es decir no interactuante) puede expresarse como la suma de Fourier de operadores de creación y aniquilación en el espacio energía-momento, mientras que los efectos del campo cuántico interactuante pueden analizarse en teoría de perturbaciones a través de la matriz S con ayuda de toda una serie de técnicas matemáticas como la serie de Dyson, Teorema de Wick, funciones de correlación, operador de evolución temporal,  diagramas de Feynman, etc. El campo cuantizado sigue siendo espacialmente continuo, pero sus estados energéticos son discretos y múltiplos enteros de {\displaystyle hf} - cuantos de energía llamados fotones, creados por los operadores de creación del campo cuántico. En general, la frecuencia {\displaystyle f} del campo cuantizado puede ser cualquier valor por encima de cero, y por tanto el valor del cuanto de energía (fotón) puede ser cualquier valor por encima de cero, o incluso variar continuamente en el tiempo.

Una onda electromagnética sinusoidal propagándose a lo largo del eje z positivo, mostrando los vectores campo eléctrico (azul) y campo magnético (rojo)

.

## Estructura
El campo electromagnético puede considerarse de dos formas distintas: una estructura continua o una estructura discreta.

### Estructura continua
Clásicamente, se considera que los campos eléctricos y magnéticos son producidos por movimientos suaves de objetos cargados. Por ejemplo, las cargas oscilantes producen variaciones en los campos eléctricos y magnéticos que pueden verse de forma "suave", continua y ondulatoria. En este caso, se considera que la energía se transfiere continuamente a través del campo electromagnético entre dos lugares cualesquiera. Por ejemplo, los átomos metálicos de un radiotransmisor parecen transferir energía continuamente. Esta visión es útil hasta cierto punto (radiación de baja frecuencia), sin embargo, se encuentran problemas a altas frecuencias (véase catástrofe ultravioleta).

### Estructura discreta
Se puede pensar en el campo electromagnético de una forma más "gruesa". Los experimentos revelan que en algunas circunstancias la transferencia de energía electromagnética se describe mejor como transportada en forma de paquetes llamados quanta con una frecuencia fija. La relación de Planck relaciona la  energía fotónica E de un fotón con su frecuencia f mediante la ecuación: {\displaystyle E=\,hf}
donde h es la constante de Planck, y f es la frecuencia del fotón. Aunque la óptica cuántica moderna nos dice que también existe una explicación semiclásica del efecto fotoeléctrico-la emisión de electrones desde superficies metálicas sometidas a radiación electromagnética-, el fotón se ha utilizado históricamente (aunque no necesariamente) para explicar ciertas observaciones. Se ha comprobado que el aumento de la intensidad de la radiación incidente (siempre que se permanezca en el régimen lineal) sólo aumenta el número de electrones expulsados, y no tiene casi ningún efecto sobre la distribución energética de su expulsión. Sólo la frecuencia de la radiación es relevante para la energía de los electrones expulsados.
Esta imagen cuántica del campo electromagnético (que lo trata como análogo a  osciladores armónicos) ha tenido mucho éxito, dando lugar a la electrodinámica cuántica, una teoría cuántica de campos que describe la interacción de la radiación electromagnética con la materia cargada. También da lugar a la óptica cuántica, que se diferencia de la electrodinámica cuántica en que la propia materia se modela utilizando la mecánica cuántica en lugar de la teoría cuántica de campos.

## Dinámica

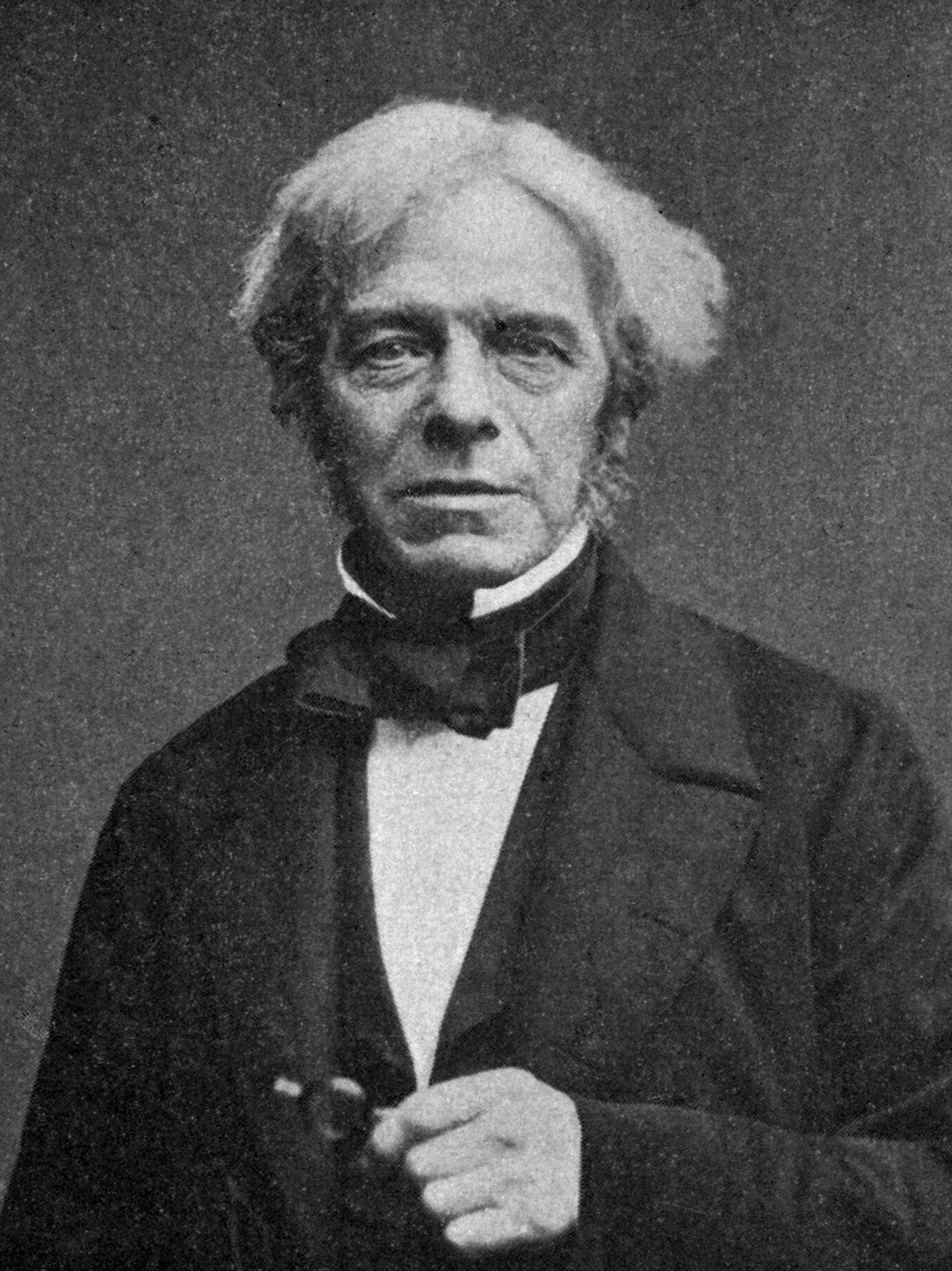
Michael Faraday

En el pasado, se pensaba que los objetos cargados eléctricamente producían dos tipos de campo diferentes, no relacionados, asociados a su propiedad de carga. Un campo eléctrico se produce cuando la carga está estacionaria con respecto a un observador que mide las propiedades de la carga, y un campo magnético además de un campo eléctrico se produce cuando la carga se mueve, creando una corriente eléctrica con respecto a este observador. Con el tiempo, se llegó a la conclusión de que los campos eléctrico y magnético son dos partes de un todo mayor: el campo electromagnético. Hasta 1820, cuando el físico danés H. C. Ørsted demostró el efecto de la corriente eléctrica sobre la aguja de una brújula, la electricidad y el magnetismo se consideraban fenómenos no relacionados. En 1831, Michael Faraday hizo la observación seminal de que los campos magnéticos variables en el tiempo podían inducir corrientes eléctricas y luego, en 1864, James Clerk Maxwell publicó su famoso artículo "Una teoría dinámica del campo electromagnético".
Una vez que este campo electromagnético se ha producido a partir de una distribución de carga dada, otros objetos cargados o magnetizados en este campo pueden experimentar una fuerza. Si estas otras cargas y corrientes son comparables en tamaño a las fuentes que producen el campo electromagnético anterior, entonces se producirá un nuevo campo electromagnético neto. Así pues, el campo electromagnético puede considerarse como una entidad dinámica que provoca el movimiento de otras cargas y corrientes, y que también se ve afectada por ellas. Estas interacciones se describen mediante las ecuaciones de Maxwell y la fuerza de Lorentz.

## Bucle de realimentación
El comportamiento del campo electromagnético puede dividirse en cuatro partes diferentes de un bucle:
- Los campos eléctrico y magnético son generados por cargas eléctricas en movimiento,
- los campos eléctricos y magnéticos interactúan entre sí,
- los campos eléctricos y magnéticos producen fuerzas sobre las cargas eléctricas,
- las cargas eléctricas se mueven en el espacio.

Un malentendido común es que (a) los cuantos de los campos actúan de la misma manera que (b) las partículas cargadas, como los electrones, que generan los campos. En nuestro mundo cotidiano, los electrones viajan lentamente a través de conductores con una velocidad de deriva de una fracción de centímetro por segundo y a través de un  tubo de vacío a velocidades de alrededor de 1000 km/s, pero los campos se propagan a la velocidad de la luz, aproximadamente a 300 000 kilómetros (o 186 000 millas) por segundo. La relación de velocidades entre las partículas cargadas en un conductor y los cuantos de campo es del orden de uno a un millón. Las ecuaciones de Maxwell relacionan (a) la presencia y el movimiento de partículas cargadas con (b) la generación de campos. Esos campos pueden entonces afectar a la fuerza sobre, y pueden entonces mover otras partículas cargadas que se mueven lentamente. Las partículas cargadas pueden moverse a velocidades relativistas cercanas a las velocidades de propagación del campo, pero, como demostró Albert Einstein[cita requerida], esto requiere enormes energías de campo, que no están presentes en nuestras experiencias cotidianas con la electricidad, el magnetismo, la materia y el tiempo y el espacio.
El bucle de retroalimentación se puede resumir en una lista, incluyendo los fenómenos que pertenecen a cada parte del bucle:[cita requerida]
- las partículas cargadas generan campos eléctricos y magnéticos
- los campos interactúan entre sí
  - el campo eléctrico cambiante actúa como una corriente, generando un "vórtice" de campo magnético
  - Inducción de Faraday: un campo magnético cambiante induce un vórtice (negativo) del campo eléctrico
  - Ley de Lenz: bucle de retroalimentación negativa entre los campos eléctrico y magnético
- Los campos actúan sobre las partículas
  - fuerza de Lorentz: fuerza debida al campo electromagnético
    - Fuerza eléctrica: misma dirección que el campo eléctrico
    - Fuerza magnética: perpendicular tanto al campo magnético como a la velocidad de la carga
- las partículas cargadas se mueven
  - La corriente es el movimiento de las partículas
- las partículas cargadas generan más campos eléctricos y magnéticos; el ciclo se repite

## Campo electromagnético clásico
Una partícula de carga {\displaystyle q} moviéndose en presencia de un campo electromagnético a una velocidad {\displaystyle {\vec {v}}} experimenta una fuerza de Lorentz dada por la siguiente ecuación:
{\displaystyle {\vec {F}}=q({\vec {E}}+{\vec {v}}\times {\vec {B}})}
dónde {\displaystyle {\vec {E}}} es el campo eléctrico y {\displaystyle {\vec {B}}} es el campo magnético y el símbolo {\displaystyle \land }representa producto cruz. El campo electromagnético es el conjunto ({\displaystyle {\vec {E}}},{\displaystyle {\vec {B}}}) de dos campos vectoriales, los cuales se pueden medir independientemente. Ambas identidades son indisociables. El comportamiento de este campo es descrito por las ecuaciones de Maxwell de manera clásica. Para el caso más general, se hace referencia a la electrodinámica cuántica.

## Campo electromagnético en teoría de la relatividad
En electrodinámica clásica y sobre todo en teoría de la relatividad el campo electromagnético se representa por un tensor 2-covariante y anti-simétrico, cuyas componentes son aquellas que en cada sistema de referencia se reflejan como parte eléctrica y parte magnética del campo:

{\displaystyle \mathbf {F} ={\begin{pmatrix}F_{00}&F_{01}&F_{02}&F_{03}\\F_{10}&F_{11}&F_{12}&F_{13}\\F_{20}&F_{21}&F_{22}&F_{23}\\F_{30}&F_{31}&F_{32}&F_{33}\end{pmatrix}}={\begin{pmatrix}0&E_{x}/c&E_{y}/c&E_{z}/c\\-E_{x}/c&0&-B_{z}&B_{y}\\-E_{y}/c&B_{z}&0&-B_{x}\\-E_{z}/c&-B_{y}&B_{x}&0\end{pmatrix}}}

### Fuerza de Lorentz
La fuerza de Lorentz puede escribirse de forma mucho más sencilla gracias al tensor de campo electromagnético que en su escritura vectorial clásica:

{\displaystyle \mathbf {f} =e(\mathbf {E} +\mathbf {v} \times \mathbf {B} )} (expresión vectorial)

{\displaystyle f_{\alpha }=\sum _{\beta }e\ F_{\alpha \beta }\ u^{\beta }\,} (expresión tensorial relativista)

### Ecuaciones de Maxwell
Las ecuaciones de Maxwell también toman formas muy sencillas en términos del tensor de campo electromagnético:

{\displaystyle F_{,\gamma }^{\alpha \beta }+F_{,\alpha }^{\beta \gamma }+F_{,\beta }^{\gamma \alpha }={\frac {\partial F^{\alpha \beta }}{\partial x^{\gamma }}}+{\frac {\partial F^{\beta \gamma }}{\partial x^{\alpha }}}+{\frac {\partial F^{\gamma \alpha }}{\partial x^{\beta }}}=0}

{\displaystyle F_{,\beta }^{\alpha \beta }={\frac {\partial F^{\alpha \beta }}{\partial x^{\beta }}}=\mu _{0}J^{\alpha }}

Donde en la última expresión se ha usado el convenio de sumación de Einstein y donde la
magnitud Jα es el cuadrivector de corriente que viene dado por:

{\displaystyle J^{\alpha }={\begin{pmatrix}c\rho &J_{x}&J_{y}&J_{z}\end{pmatrix}}}

### Potencial vector
La forma de las ecuaciones de Maxwell permite que sobre un dominio simplemente conexo (estrellado) el campo electromagnético puede expresarse como la derivada exterior de un potencial vector, lo cual facilita enormemente la resolución de dichas ecuaciones. Usando el convenio de sumación de Einstein tenemos:

{\displaystyle \mathbf {F} =\mathrm {d} \mathbf {A} =\mathrm {d} (A_{\alpha }\mathrm {d} x^{\alpha })=\mathrm {d} (A_{\alpha })\wedge \mathrm {d} x^{\alpha }=\left({\frac {\partial A_{\alpha }}{\partial x^{\beta }}}\right)\ \mathrm {d} x^{\beta }\wedge \mathrm {d} x^{\alpha }}

Relación que escrita más explícitamente en componentes es: 

{\displaystyle \mathbf {F} ={\frac {1}{2!}}F_{\alpha \beta }\mathrm {d} x^{\alpha }\land \mathrm {d} x^{\beta }\Rightarrow F_{\alpha \beta }={\frac {\partial A_{\beta }}{\partial x^{\alpha }}}-{\frac {\partial A_{\alpha }}{\partial x^{\beta }}}}

## Campo electromagnético cuántico
Matemáticamente el campo electromagnético en el contexto cuántico se trata de un campo de Yang-Mills cuyo grupo de gauge es el grupo abeliano U(1). Esto añadido a las peculiaridades de la teoría cuántica de campos llevan a representar el campo electromagnético mediante una aplicación que asigna a cada región del espacio-tiempo un operador autoadjunto (que se transformará de forma apropiada bajo transformaciones de gauge). El campo electromagnético promedio de una región se modeliza por un operador autoadjunto, así cada una de las componentes del potencial vector:

{\displaystyle \mathbf {A} _{\Omega }^{\mu }|\phi \rangle =\int _{\Omega \subset \mathbb {R} ^{4}}{\tilde {\mathbf {A} }}^{\mu }(\phi )\ d^{4}\mathbf {x} }

El valor del campo en un punto no está necesariamente definido. Si se considera un punto del espacio tiempo y se considera una región arbitrariamente pequeña en torno a él, puede calcularse el límite de la expresión anterior a medida que la región tiende a cero. Si el límite existe puede identificarse el operador con el campo electromagnético en dicho punto, sin embargo, para muchas formas del campo el límite no puede existir. Esto se corresponde con el hecho de que en general debido al principio de incertidumbre no es posible determinar el valor del campo en un único punto, sino solo su promedio en una pequeña región.
Cuando dos regiones del espacio-tiempo A y B están desconectadas causalmente, es decir, ninguna pertenece al futuro causal de la otra, entonces sus respectivos operadores de campo electromagnético conmutan:

{\displaystyle B\cap J^{+}(A)=B\cap J^{-}(A)=\varnothing \Rightarrow \qquad [\mathbf {A} _{A}^{\mu },\mathbf {A} _{B}^{\nu }]=0}

## Unidades
La intensidad del campo eléctrico se mide en voltios por metro (V/m).
El campo magnético se mide en amperios por metro (A/m).